# Queen Rocks
A Queen Rocks a brit Queen rockegyüttes válogatásalbuma, amely 1997. november 3-án jelent meg. Brian May szerint a legutóbbi albumuk, az 1995-ös Made in Heaven lágyabbra sikerült, és a legtöbb lemezük nagyon sokszínű volt, ezért meg akarták mutatni, hogy a Queen alapvetően keményrock zenekar volt.
A lemez bejelentése után a rajongói klub az együttes weboldalán kiírta a tervezett dalsorrendet, és bejelentették, hogy a promóciós kislemezre tervezett „Tie Your Mother Down” és „I Can’t Live with You” dalokat is átdolgozták – mint később kiderült, csak az utóbbinak keményítettek a hangzásán, főleg a dob- és gitárkíséreten. A listába később több ismertebb dal is felkerült, de helyet kaptak a keményebb számok is, amelyek nem voltak valódi slágerek a maguk idejében. May egy új dalt is írt a lemezre, a „No-One but You (Only the Good Die Young)”-ot, amely kislemezként a tizenharmadik helyet érte el Angliában.
A lemezre került dalok túlnyomó többségének May volt az eredeti szerzője. A borítókép (Richard Gray munkája) kisebb ellenérzést váltott ki a rajongók között, mert a szétrobbanó eredeti Queen címert ábrázolta. Brazíliában és a Dél-Afrikai Köztársaságban cenzúrázni kellett a kép meztelen nimfáit. A lemez a hatodik helyet érte el Angliában, és több mint 300 ezer példányban kelt el.

## Az album dalai
|     | Cím                                      | Szerző(k)                    | Hossz |
| --- | ---------------------------------------- | ---------------------------- | ----- |
| 1.  | We Will Rock You                         | Brian May                    | 2:01  |
| 2.  | Tie Your Mother Down                     | May                          | 3:45  |
| 3.  | I Want It All                            | Queen                        | 4:30  |
| 4.  | Seven Seas of Rhye                       | Freddie Mercury              | 2:47  |
| 5.  | I Can’t Live with You                    | Queen                        | 4:28  |
| 6.  | Hammer to Fall                           | May                          | 4:28  |
| 7.  | Stone Cold Crazy                         | Mercury, Deacon, Taylor, May | 2:12  |
| 8.  | Now I’m Here                             | May                          | 4:10  |
| 9.  | Fat Bottomed Girls                       | May                          | 3:47  |
| 10. | Keep Yourself Alive                      | May                          | 3:47  |
| 11. | Tear It Up                               | May                          | 3:28  |
| 12. | One Vision                               | Queen                        | 5:11  |
| 13. | Sheer Heart Attack                       | Roger Taylor                 | 3:24  |
| 14. | I’m in Love with My Car                  | Taylor                       | 3:11  |
| 15. | Put Out the Fire                         | May                          | 3:18  |
| 16. | Headlong                                 | Queen                        | 4:38  |
| 17. | It’s Late                                | May                          | 6:27  |
| 18. | No-One but You (Only the Good Die Young) | May                          | 4:13  |

## Helyezések és eladások
| Ország                | Helyezés |
| --------------------- | -------- |
| Brit albumlista       | 7        |
| Ausztriai albumlista  | 16       |
| Holland albumlista    | 14       |
| Japán albumlista      | 22       |
| Német albumlista      | 12       |
| Svéd albumlista       | 51       |
| Új-Zélandi albumlista | 32       |
| Svájci albumlista     | 16       |

| Ország               | Eladási minősítés | Eladás   |
| -------------------- | ----------------- | -------- |
| Anglia (BPI)         | platina           | 300 000+ |
| Ausztrália (ARIA)    | arany             | 35 000+  |
| Franciaország (SNEP) | arany             | 100 000+ |

Kislemezek
| Év   | Kislemez                                 | GBR | GER | NLD |
| ---- | ---------------------------------------- | --- | --- | --- |
| 1997 | No-One but You (Only the Good Die Young) | 13  | 75  | 33  |

## Külső hivatkozások
- Hivatalos információk. www.queenonline.com. (angolul) QueenOnline
- Slágerlistás helyezései. ukmix.org (angolul)